# Liste der Kulturdenkmale in Berlin-Heiligensee

Lage von Heiligensee in Berlin

In der Liste der Kulturdenkmale von Heiligensee sind die Kulturdenkmale des Berliner Ortsteils Heiligensee im Bezirk Reinickendorf aufgeführt.

## Denkmalbereiche (Ensembles)
| Nr.      | Lage                                                                                   | Offizielle Bezeichnung | Bestandteile / Beschreibung | Bild                                |                                     |
| -------- | -------------------------------------------------------------------------------------- | --- | --- | ----------------------------------- | ----------------------------------- |
| 09011649 | Alt-Heiligensee 11–105 Fährstraße 1–7, 33–36 Straße 366 Nr. 2–3, 20–22 (Lage)          | Ortskern Heiligensee mit Dorfanger, Kirche und Straße Alt-Heiligensee Gesamtdenkmal siehe: Alt-Heiligensee 56/58 Baudenkmale siehe: Alt-Heiligensee 33/37; 38-38C; 39; 43; 45/47; 50; 52/54; 55; 57/59; 61–61A; 67; 66/68; 73/75; 76/80; 77; 84; 83/89; 90/92; 93/97; 96/98; 104; Dorfkirche Gartendenkmal siehe: Alt-Heiligensee, Dorfanger | Weitere Bestandteile des Ensembles: | Weitere Bestandteile des Ensembles: |                                     |
| 09011649 | Alt-Heiligensee 11–105 Fährstraße 1–7, 33–36 Straße 366 Nr. 2–3, 20–22 (Lage)          | Ortskern Heiligensee mit Dorfanger, Kirche und Straße Alt-Heiligensee Gesamtdenkmal siehe: Alt-Heiligensee 56/58 Baudenkmale siehe: Alt-Heiligensee 33/37; 38-38C; 39; 43; 45/47; 50; 52/54; 55; 57/59; 61–61A; 67; 66/68; 73/75; 76/80; 77; 84; 83/89; 90/92; 93/97; 96/98; 104; Dorfkirche Gartendenkmal siehe: Alt-Heiligensee, Dorfanger | 09011651 – Alt-Heiligensee, Dorfanger (zwischen Nr. 67 und 69), Straßenbahngebäude mit Laden, Warteraum, öffentlicher Toilette, Fernsprechzelle und Geräteraum, 1929 von Erich Richter |                                     |                                     |
| 09011649 | Alt-Heiligensee 11–105 Fährstraße 1–7, 33–36 Straße 366 Nr. 2–3, 20–22 (Lage)          | Ortskern Heiligensee mit Dorfanger, Kirche und Straße Alt-Heiligensee Gesamtdenkmal siehe: Alt-Heiligensee 56/58 Baudenkmale siehe: Alt-Heiligensee 33/37; 38-38C; 39; 43; 45/47; 50; 52/54; 55; 57/59; 61–61A; 67; 66/68; 73/75; 76/80; 77; 84; 83/89; 90/92; 93/97; 96/98; 104; Dorfkirche Gartendenkmal siehe: Alt-Heiligensee, Dorfanger | 09011652 – Alt-Heiligensee 12/16, Bauernhof Loeper (später Schönberg), Nr. 12: Wohnhaus, 1900–1901 von August Conrad                                                                   |                                     |                                     |
| 09011649 | Alt-Heiligensee 11–105 Fährstraße 1–7, 33–36 Straße 366 Nr. 2–3, 20–22 (Lage)          | Ortskern Heiligensee mit Dorfanger, Kirche und Straße Alt-Heiligensee Gesamtdenkmal siehe: Alt-Heiligensee 56/58 Baudenkmale siehe: Alt-Heiligensee 33/37; 38-38C; 39; 43; 45/47; 50; 52/54; 55; 57/59; 61–61A; 67; 66/68; 73/75; 76/80; 77; 84; 83/89; 90/92; 93/97; 96/98; 104; Dorfkirche Gartendenkmal siehe: Alt-Heiligensee, Dorfanger | Stall, 1900–1901 von August Conrad |                                     |                                     |
| 09011649 | Alt-Heiligensee 11–105 Fährstraße 1–7, 33–36 Straße 366 Nr. 2–3, 20–22 (Lage)          | Ortskern Heiligensee mit Dorfanger, Kirche und Straße Alt-Heiligensee Gesamtdenkmal siehe: Alt-Heiligensee 56/58 Baudenkmale siehe: Alt-Heiligensee 33/37; 38-38C; 39; 43; 45/47; 50; 52/54; 55; 57/59; 61–61A; 67; 66/68; 73/75; 76/80; 77; 84; 83/89; 90/92; 93/97; 96/98; 104; Dorfkirche Gartendenkmal siehe: Alt-Heiligensee, Dorfanger | Nr. 14/16: Wohnhaus, 1876–1877 von Przewisinski, Erweiterung 1932 |                                     |                                     |
| 09011649 | Alt-Heiligensee 11–105 Fährstraße 1–7, 33–36 Straße 366 Nr. 2–3, 20–22 (Lage)          | Ortskern Heiligensee mit Dorfanger, Kirche und Straße Alt-Heiligensee Gesamtdenkmal siehe: Alt-Heiligensee 56/58 Baudenkmale siehe: Alt-Heiligensee 33/37; 38-38C; 39; 43; 45/47; 50; 52/54; 55; 57/59; 61–61A; 67; 66/68; 73/75; 76/80; 77; 84; 83/89; 90/92; 93/97; 96/98; 104; Dorfkirche Gartendenkmal siehe: Alt-Heiligensee, Dorfanger | Scheune 1901 und Stall, 1885 von August Conrad |                                     |                                     |
| 09011649 | Alt-Heiligensee 11–105 Fährstraße 1–7, 33–36 Straße 366 Nr. 2–3, 20–22 (Lage)          | Ortskern Heiligensee mit Dorfanger, Kirche und Straße Alt-Heiligensee Gesamtdenkmal siehe: Alt-Heiligensee 56/58 Baudenkmale siehe: Alt-Heiligensee 33/37; 38-38C; 39; 43; 45/47; 50; 52/54; 55; 57/59; 61–61A; 67; 66/68; 73/75; 76/80; 77; 84; 83/89; 90/92; 93/97; 96/98; 104; Dorfkirche Gartendenkmal siehe: Alt-Heiligensee, Dorfanger | Rudervereinshaus (Holzbau), 1930 |                                     |                                     |
| 09011649 | Alt-Heiligensee 11–105 Fährstraße 1–7, 33–36 Straße 366 Nr. 2–3, 20–22 (Lage)          | Ortskern Heiligensee mit Dorfanger, Kirche und Straße Alt-Heiligensee Gesamtdenkmal siehe: Alt-Heiligensee 56/58 Baudenkmale siehe: Alt-Heiligensee 33/37; 38-38C; 39; 43; 45/47; 50; 52/54; 55; 57/59; 61–61A; 67; 66/68; 73/75; 76/80; 77; 84; 83/89; 90/92; 93/97; 96/98; 104; Dorfkirche Gartendenkmal siehe: Alt-Heiligensee, Dorfanger | 09011653 – Alt-Heiligensee 17, Büdnerhof, Wohnhaus, Kern vor 1843 |                                     |                                     |
| 09011649 | Alt-Heiligensee 11–105 Fährstraße 1–7, 33–36 Straße 366 Nr. 2–3, 20–22 (Lage)          | Ortskern Heiligensee mit Dorfanger, Kirche und Straße Alt-Heiligensee Gesamtdenkmal siehe: Alt-Heiligensee 56/58 Baudenkmale siehe: Alt-Heiligensee 33/37; 38-38C; 39; 43; 45/47; 50; 52/54; 55; 57/59; 61–61A; 67; 66/68; 73/75; 76/80; 77; 84; 83/89; 90/92; 93/97; 96/98; 104; Dorfkirche Gartendenkmal siehe: Alt-Heiligensee, Dorfanger | Stall, 1878, Umbauten 1895 und 1899 |                                     |                                     |
| 09011649 | Alt-Heiligensee 11–105 Fährstraße 1–7, 33–36 Straße 366 Nr. 2–3, 20–22 (Lage)          | Ortskern Heiligensee mit Dorfanger, Kirche und Straße Alt-Heiligensee Gesamtdenkmal siehe: Alt-Heiligensee 56/58 Baudenkmale siehe: Alt-Heiligensee 33/37; 38-38C; 39; 43; 45/47; 50; 52/54; 55; 57/59; 61–61A; 67; 66/68; 73/75; 76/80; 77; 84; 83/89; 90/92; 93/97; 96/98; 104; Dorfkirche Gartendenkmal siehe: Alt-Heiligensee, Dorfanger | 09011654 – Alt-Heiligensee 19–19A, 23–23A, Bauernhof, Wohnhaus, 1858, 1904 Erweiterung                                                                                                 |                                     |                                     |
| 09011649 | Alt-Heiligensee 11–105 Fährstraße 1–7, 33–36 Straße 366 Nr. 2–3, 20–22 (Lage)          | Ortskern Heiligensee mit Dorfanger, Kirche und Straße Alt-Heiligensee Gesamtdenkmal siehe: Alt-Heiligensee 56/58 Baudenkmale siehe: Alt-Heiligensee 33/37; 38-38C; 39; 43; 45/47; 50; 52/54; 55; 57/59; 61–61A; 67; 66/68; 73/75; 76/80; 77; 84; 83/89; 90/92; 93/97; 96/98; 104; Dorfkirche Gartendenkmal siehe: Alt-Heiligensee, Dorfanger | nördl. Remise, 1901; Stall, 1902, 1936 Umbau |                                     |                                     |
| 09011649 | Alt-Heiligensee 11–105 Fährstraße 1–7, 33–36 Straße 366 Nr. 2–3, 20–22 (Lage)          | Ortskern Heiligensee mit Dorfanger, Kirche und Straße Alt-Heiligensee Gesamtdenkmal siehe: Alt-Heiligensee 56/58 Baudenkmale siehe: Alt-Heiligensee 33/37; 38-38C; 39; 43; 45/47; 50; 52/54; 55; 57/59; 61–61A; 67; 66/68; 73/75; 76/80; 77; 84; 83/89; 90/92; 93/97; 96/98; 104; Dorfkirche Gartendenkmal siehe: Alt-Heiligensee, Dorfanger | 09011655 – Alt-Heiligensee 20/22, Bauernhof Lemke (später Bergemann), Wohnhaus, 1869 von Otto Przewisinski und Thiele, 1897 Erweiterung                                                |                                     |                                     |
| 09011649 | Alt-Heiligensee 11–105 Fährstraße 1–7, 33–36 Straße 366 Nr. 2–3, 20–22 (Lage)          | Ortskern Heiligensee mit Dorfanger, Kirche und Straße Alt-Heiligensee Gesamtdenkmal siehe: Alt-Heiligensee 56/58 Baudenkmale siehe: Alt-Heiligensee 33/37; 38-38C; 39; 43; 45/47; 50; 52/54; 55; 57/59; 61–61A; 67; 66/68; 73/75; 76/80; 77; 84; 83/89; 90/92; 93/97; 96/98; 104; Dorfkirche Gartendenkmal siehe: Alt-Heiligensee, Dorfanger | Stall, 1858, 1904 Erweiterung |                                     |                                     |
| 09011649 | Alt-Heiligensee 11–105 Fährstraße 1–7, 33–36 Straße 366 Nr. 2–3, 20–22 (Lage)          | Ortskern Heiligensee mit Dorfanger, Kirche und Straße Alt-Heiligensee Gesamtdenkmal siehe: Alt-Heiligensee 56/58 Baudenkmale siehe: Alt-Heiligensee 33/37; 38-38C; 39; 43; 45/47; 50; 52/54; 55; 57/59; 61–61A; 67; 66/68; 73/75; 76/80; 77; 84; 83/89; 90/92; 93/97; 96/98; 104; Dorfkirche Gartendenkmal siehe: Alt-Heiligensee, Dorfanger | 09030640 – Alt-Heiligensee 24, Zweifamilienhaus, 1914 von Richard Schimmeyer |                                     |                                     |
| 09011649 | Alt-Heiligensee 11–105 Fährstraße 1–7, 33–36 Straße 366 Nr. 2–3, 20–22 (Lage)          | Ortskern Heiligensee mit Dorfanger, Kirche und Straße Alt-Heiligensee Gesamtdenkmal siehe: Alt-Heiligensee 56/58 Baudenkmale siehe: Alt-Heiligensee 33/37; 38-38C; 39; 43; 45/47; 50; 52/54; 55; 57/59; 61–61A; 67; 66/68; 73/75; 76/80; 77; 84; 83/89; 90/92; 93/97; 96/98; 104; Dorfkirche Gartendenkmal siehe: Alt-Heiligensee, Dorfanger | 09011656 – Alt-Heiligensee 25, Stall, 1881 |                                     |                                     |
| 09011649 | Alt-Heiligensee 11–105 Fährstraße 1–7, 33–36 Straße 366 Nr. 2–3, 20–22 (Lage)          | Ortskern Heiligensee mit Dorfanger, Kirche und Straße Alt-Heiligensee Gesamtdenkmal siehe: Alt-Heiligensee 56/58 Baudenkmale siehe: Alt-Heiligensee 33/37; 38-38C; 39; 43; 45/47; 50; 52/54; 55; 57/59; 61–61A; 67; 66/68; 73/75; 76/80; 77; 84; 83/89; 90/92; 93/97; 96/98; 104; Dorfkirche Gartendenkmal siehe: Alt-Heiligensee, Dorfanger | 09030641 – Alt-Heiligensee 27/29, Fachwerkscheune, um 1905 |                                     |                                     |
| 09011649 | Alt-Heiligensee 11–105 Fährstraße 1–7, 33–36 Straße 366 Nr. 2–3, 20–22 (Lage)          | Ortskern Heiligensee mit Dorfanger, Kirche und Straße Alt-Heiligensee Gesamtdenkmal siehe: Alt-Heiligensee 56/58 Baudenkmale siehe: Alt-Heiligensee 33/37; 38-38C; 39; 43; 45/47; 50; 52/54; 55; 57/59; 61–61A; 67; 66/68; 73/75; 76/80; 77; 84; 83/89; 90/92; 93/97; 96/98; 104; Dorfkirche Gartendenkmal siehe: Alt-Heiligensee, Dorfanger | 09030642 – Alt-Heiligensee 31, Stall, um 1900 |                                     |                                     |
| 09011649 | Alt-Heiligensee 11–105 Fährstraße 1–7, 33–36 Straße 366 Nr. 2–3, 20–22 (Lage)          | Ortskern Heiligensee mit Dorfanger, Kirche und Straße Alt-Heiligensee Gesamtdenkmal siehe: Alt-Heiligensee 56/58 Baudenkmale siehe: Alt-Heiligensee 33/37; 38-38C; 39; 43; 45/47; 50; 52/54; 55; 57/59; 61–61A; 67; 66/68; 73/75; 76/80; 77; 84; 83/89; 90/92; 93/97; 96/98; 104; Dorfkirche Gartendenkmal siehe: Alt-Heiligensee, Dorfanger | Einfriedung |                                     |                                     |
| 09011649 | Alt-Heiligensee 11–105 Fährstraße 1–7, 33–36 Straße 366 Nr. 2–3, 20–22 (Lage)          | Ortskern Heiligensee mit Dorfanger, Kirche und Straße Alt-Heiligensee Gesamtdenkmal siehe: Alt-Heiligensee 56/58 Baudenkmale siehe: Alt-Heiligensee 33/37; 38-38C; 39; 43; 45/47; 50; 52/54; 55; 57/59; 61–61A; 67; 66/68; 73/75; 76/80; 77; 84; 83/89; 90/92; 93/97; 96/98; 104; Dorfkirche Gartendenkmal siehe: Alt-Heiligensee, Dorfanger | 09030643 – Alt-Heiligensee 40, Wohnhaus, um 1908 |                                     |                                     |
| 09011649 | Alt-Heiligensee 11–105 Fährstraße 1–7, 33–36 Straße 366 Nr. 2–3, 20–22 (Lage)          | Ortskern Heiligensee mit Dorfanger, Kirche und Straße Alt-Heiligensee Gesamtdenkmal siehe: Alt-Heiligensee 56/58 Baudenkmale siehe: Alt-Heiligensee 33/37; 38-38C; 39; 43; 45/47; 50; 52/54; 55; 57/59; 61–61A; 67; 66/68; 73/75; 76/80; 77; 84; 83/89; 90/92; 93/97; 96/98; 104; Dorfkirche Gartendenkmal siehe: Alt-Heiligensee, Dorfanger | 09011662 – Alt-Heiligensee 41, Wohnhaus, 1897 |                                     |                                     |
| 09011649 | Alt-Heiligensee 11–105 Fährstraße 1–7, 33–36 Straße 366 Nr. 2–3, 20–22 (Lage)          | Ortskern Heiligensee mit Dorfanger, Kirche und Straße Alt-Heiligensee Gesamtdenkmal siehe: Alt-Heiligensee 56/58 Baudenkmale siehe: Alt-Heiligensee 33/37; 38-38C; 39; 43; 45/47; 50; 52/54; 55; 57/59; 61–61A; 67; 66/68; 73/75; 76/80; 77; 84; 83/89; 90/92; 93/97; 96/98; 104; Dorfkirche Gartendenkmal siehe: Alt-Heiligensee, Dorfanger | Stall und Waschküche, 1897 |                                     |                                     |
| 09011649 | Alt-Heiligensee 11–105 Fährstraße 1–7, 33–36 Straße 366 Nr. 2–3, 20–22 (Lage)          | Ortskern Heiligensee mit Dorfanger, Kirche und Straße Alt-Heiligensee Gesamtdenkmal siehe: Alt-Heiligensee 56/58 Baudenkmale siehe: Alt-Heiligensee 33/37; 38-38C; 39; 43; 45/47; 50; 52/54; 55; 57/59; 61–61A; 67; 66/68; 73/75; 76/80; 77; 84; 83/89; 90/92; 93/97; 96/98; 104; Dorfkirche Gartendenkmal siehe: Alt-Heiligensee, Dorfanger | 09011663 – Alt-Heiligensee 42, Wohnhaus, 1897 |                                     |                                     |
| 09011649 | Alt-Heiligensee 11–105 Fährstraße 1–7, 33–36 Straße 366 Nr. 2–3, 20–22 (Lage)          | Ortskern Heiligensee mit Dorfanger, Kirche und Straße Alt-Heiligensee Gesamtdenkmal siehe: Alt-Heiligensee 56/58 Baudenkmale siehe: Alt-Heiligensee 33/37; 38-38C; 39; 43; 45/47; 50; 52/54; 55; 57/59; 61–61A; 67; 66/68; 73/75; 76/80; 77; 84; 83/89; 90/92; 93/97; 96/98; 104; Dorfkirche Gartendenkmal siehe: Alt-Heiligensee, Dorfanger | Stall, 1897 |                                     |                                     |
| 09011649 | Alt-Heiligensee 11–105 Fährstraße 1–7, 33–36 Straße 366 Nr. 2–3, 20–22 (Lage)          | Ortskern Heiligensee mit Dorfanger, Kirche und Straße Alt-Heiligensee Gesamtdenkmal siehe: Alt-Heiligensee 56/58 Baudenkmale siehe: Alt-Heiligensee 33/37; 38-38C; 39; 43; 45/47; 50; 52/54; 55; 57/59; 61–61A; 67; 66/68; 73/75; 76/80; 77; 84; 83/89; 90/92; 93/97; 96/98; 104; Dorfkirche Gartendenkmal siehe: Alt-Heiligensee, Dorfanger | 09011666 – Alt-Heiligensee 46, Mietshaus, 1906 von August Conrad |                                     |                                     |
| 09011649 | Alt-Heiligensee 11–105 Fährstraße 1–7, 33–36 Straße 366 Nr. 2–3, 20–22 (Lage)          | Ortskern Heiligensee mit Dorfanger, Kirche und Straße Alt-Heiligensee Gesamtdenkmal siehe: Alt-Heiligensee 56/58 Baudenkmale siehe: Alt-Heiligensee 33/37; 38-38C; 39; 43; 45/47; 50; 52/54; 55; 57/59; 61–61A; 67; 66/68; 73/75; 76/80; 77; 84; 83/89; 90/92; 93/97; 96/98; 104; Dorfkirche Gartendenkmal siehe: Alt-Heiligensee, Dorfanger | Stall und Einfriedung |                                     |                                     |
| 09011649 | Alt-Heiligensee 11–105 Fährstraße 1–7, 33–36 Straße 366 Nr. 2–3, 20–22 (Lage)          | Ortskern Heiligensee mit Dorfanger, Kirche und Straße Alt-Heiligensee Gesamtdenkmal siehe: Alt-Heiligensee 56/58 Baudenkmale siehe: Alt-Heiligensee 33/37; 38-38C; 39; 43; 45/47; 50; 52/54; 55; 57/59; 61–61A; 67; 66/68; 73/75; 76/80; 77; 84; 83/89; 90/92; 93/97; 96/98; 104; Dorfkirche Gartendenkmal siehe: Alt-Heiligensee, Dorfanger | 09030644 – Alt-Heiligensee 48, Landarbeiterwohnhaus, 1874 von Otto Przewisinski, 1933 Dachausbau                                                                                       |                                     |                                     |
| 09011649 | Alt-Heiligensee 11–105 Fährstraße 1–7, 33–36 Straße 366 Nr. 2–3, 20–22 (Lage)          | Ortskern Heiligensee mit Dorfanger, Kirche und Straße Alt-Heiligensee Gesamtdenkmal siehe: Alt-Heiligensee 56/58 Baudenkmale siehe: Alt-Heiligensee 33/37; 38-38C; 39; 43; 45/47; 50; 52/54; 55; 57/59; 61–61A; 67; 66/68; 73/75; 76/80; 77; 84; 83/89; 90/92; 93/97; 96/98; 104; Dorfkirche Gartendenkmal siehe: Alt-Heiligensee, Dorfanger | 09011672 – Alt-Heiligensee 60/62, Bauernhof Kurth, Wohnhaus, 1869 |                                     |                                     |
| 09011649 | Alt-Heiligensee 11–105 Fährstraße 1–7, 33–36 Straße 366 Nr. 2–3, 20–22 (Lage)          | Ortskern Heiligensee mit Dorfanger, Kirche und Straße Alt-Heiligensee Gesamtdenkmal siehe: Alt-Heiligensee 56/58 Baudenkmale siehe: Alt-Heiligensee 33/37; 38-38C; 39; 43; 45/47; 50; 52/54; 55; 57/59; 61–61A; 67; 66/68; 73/75; 76/80; 77; 84; 83/89; 90/92; 93/97; 96/98; 104; Dorfkirche Gartendenkmal siehe: Alt-Heiligensee, Dorfanger | Stall, 1869 und Scheune, 1858 |                                     |                                     |
| 09011649 | Alt-Heiligensee 11–105 Fährstraße 1–7, 33–36 Straße 366 Nr. 2–3, 20–22 (Lage)          | Ortskern Heiligensee mit Dorfanger, Kirche und Straße Alt-Heiligensee Gesamtdenkmal siehe: Alt-Heiligensee 56/58 Baudenkmale siehe: Alt-Heiligensee 33/37; 38-38C; 39; 43; 45/47; 50; 52/54; 55; 57/59; 61–61A; 67; 66/68; 73/75; 76/80; 77; 84; 83/89; 90/92; 93/97; 96/98; 104; Dorfkirche Gartendenkmal siehe: Alt-Heiligensee, Dorfanger | Taubenturm, 1912 von August Conrad |                                     |                                     |
| 09011649 | Alt-Heiligensee 11–105 Fährstraße 1–7, 33–36 Straße 366 Nr. 2–3, 20–22 (Lage)          | Ortskern Heiligensee mit Dorfanger, Kirche und Straße Alt-Heiligensee Gesamtdenkmal siehe: Alt-Heiligensee 56/58 Baudenkmale siehe: Alt-Heiligensee 33/37; 38-38C; 39; 43; 45/47; 50; 52/54; 55; 57/59; 61–61A; 67; 66/68; 73/75; 76/80; 77; 84; 83/89; 90/92; 93/97; 96/98; 104; Dorfkirche Gartendenkmal siehe: Alt-Heiligensee, Dorfanger | 09030986 – Alt-Heiligensee 65, Remise, um 1880 |                                     |                                     |
| 09011649 | Alt-Heiligensee 11–105 Fährstraße 1–7, 33–36 Straße 366 Nr. 2–3, 20–22 (Lage)          | Ortskern Heiligensee mit Dorfanger, Kirche und Straße Alt-Heiligensee Gesamtdenkmal siehe: Alt-Heiligensee 56/58 Baudenkmale siehe: Alt-Heiligensee 33/37; 38-38C; 39; 43; 45/47; 50; 52/54; 55; 57/59; 61–61A; 67; 66/68; 73/75; 76/80; 77; 84; 83/89; 90/92; 93/97; 96/98; 104; Dorfkirche Gartendenkmal siehe: Alt-Heiligensee, Dorfanger | 09011676 – Alt-Heiligensee 71, Büdnerhof Gericke, Wohnhaus, vor 1843 |                                     |                                     |
| 09011649 | Alt-Heiligensee 11–105 Fährstraße 1–7, 33–36 Straße 366 Nr. 2–3, 20–22 (Lage)          | Ortskern Heiligensee mit Dorfanger, Kirche und Straße Alt-Heiligensee Gesamtdenkmal siehe: Alt-Heiligensee 56/58 Baudenkmale siehe: Alt-Heiligensee 33/37; 38-38C; 39; 43; 45/47; 50; 52/54; 55; 57/59; 61–61A; 67; 66/68; 73/75; 76/80; 77; 84; 83/89; 90/92; 93/97; 96/98; 104; Dorfkirche Gartendenkmal siehe: Alt-Heiligensee, Dorfanger | Stall und Waschhaus, 1879 |                                     |                                     |
| 09011649 | Alt-Heiligensee 11–105 Fährstraße 1–7, 33–36 Straße 366 Nr. 2–3, 20–22 (Lage)          | Ortskern Heiligensee mit Dorfanger, Kirche und Straße Alt-Heiligensee Gesamtdenkmal siehe: Alt-Heiligensee 56/58 Baudenkmale siehe: Alt-Heiligensee 33/37; 38-38C; 39; 43; 45/47; 50; 52/54; 55; 57/59; 61–61A; 67; 66/68; 73/75; 76/80; 77; 84; 83/89; 90/92; 93/97; 96/98; 104; Dorfkirche Gartendenkmal siehe: Alt-Heiligensee, Dorfanger | 09031199 – Alt-Heiligensee 88, Einfriedung, um 1900 |                                     |                                     |
| 09011649 | Alt-Heiligensee 11–105 Fährstraße 1–7, 33–36 Straße 366 Nr. 2–3, 20–22 (Lage)          | Ortskern Heiligensee mit Dorfanger, Kirche und Straße Alt-Heiligensee Gesamtdenkmal siehe: Alt-Heiligensee 56/58 Baudenkmale siehe: Alt-Heiligensee 33/37; 38-38C; 39; 43; 45/47; 50; 52/54; 55; 57/59; 61–61A; 67; 66/68; 73/75; 76/80; 77; 84; 83/89; 90/92; 93/97; 96/98; 104; Dorfkirche Gartendenkmal siehe: Alt-Heiligensee, Dorfanger | 09011684 – Alt-Heiligensee 91, Land- und Gasthaus Wilhelm Kühne, 1909 von Otto Behrend                                                                                                 |                                     |                                     |
| 09011649 | Alt-Heiligensee 11–105 Fährstraße 1–7, 33–36 Straße 366 Nr. 2–3, 20–22 (Lage)          | Ortskern Heiligensee mit Dorfanger, Kirche und Straße Alt-Heiligensee Gesamtdenkmal siehe: Alt-Heiligensee 56/58 Baudenkmale siehe: Alt-Heiligensee 33/37; 38-38C; 39; 43; 45/47; 50; 52/54; 55; 57/59; 61–61A; 67; 66/68; 73/75; 76/80; 77; 84; 83/89; 90/92; 93/97; 96/98; 104; Dorfkirche Gartendenkmal siehe: Alt-Heiligensee, Dorfanger | 09035387 – Alt-Heiligensee 99/101, Doppelwohnhaus, um 1910 |                                     |                                     |
| 09011649 | Alt-Heiligensee 11–105 Fährstraße 1–7, 33–36 Straße 366 Nr. 2–3, 20–22 (Lage)          | Ortskern Heiligensee mit Dorfanger, Kirche und Straße Alt-Heiligensee Gesamtdenkmal siehe: Alt-Heiligensee 56/58 Baudenkmale siehe: Alt-Heiligensee 33/37; 38-38C; 39; 43; 45/47; 50; 52/54; 55; 57/59; 61–61A; 67; 66/68; 73/75; 76/80; 77; 84; 83/89; 90/92; 93/97; 96/98; 104; Dorfkirche Gartendenkmal siehe: Alt-Heiligensee, Dorfanger | 09035416 – Alt-Heiligensee 103, Wohnhaus, um 1900 |                                     |                                     |
| 09011649 | Alt-Heiligensee 11–105 Fährstraße 1–7, 33–36 Straße 366 Nr. 2–3, 20–22 (Lage)          | Ortskern Heiligensee mit Dorfanger, Kirche und Straße Alt-Heiligensee Gesamtdenkmal siehe: Alt-Heiligensee 56/58 Baudenkmale siehe: Alt-Heiligensee 33/37; 38-38C; 39; 43; 45/47; 50; 52/54; 55; 57/59; 61–61A; 67; 66/68; 73/75; 76/80; 77; 84; 83/89; 90/92; 93/97; 96/98; 104; Dorfkirche Gartendenkmal siehe: Alt-Heiligensee, Dorfanger | 09040188 – Alt-Heiligensee 105, Wohnhaus, um 1900 |                                     |                                     |
| 09011649 | Alt-Heiligensee 11–105 Fährstraße 1–7, 33–36 Straße 366 Nr. 2–3, 20–22 (Lage)          | Ortskern Heiligensee mit Dorfanger, Kirche und Straße Alt-Heiligensee Gesamtdenkmal siehe: Alt-Heiligensee 56/58 Baudenkmale siehe: Alt-Heiligensee 33/37; 38-38C; 39; 43; 45/47; 50; 52/54; 55; 57/59; 61–61A; 67; 66/68; 73/75; 76/80; 77; 84; 83/89; 90/92; 93/97; 96/98; 104; Dorfkirche Gartendenkmal siehe: Alt-Heiligensee, Dorfanger | Ehemalige Bestandteile: |                                     |                                     |
| 09011649 | Alt-Heiligensee 11–105 Fährstraße 1–7, 33–36 Straße 366 Nr. 2–3, 20–22 (Lage)          | Ortskern Heiligensee mit Dorfanger, Kirche und Straße Alt-Heiligensee Gesamtdenkmal siehe: Alt-Heiligensee 56/58 Baudenkmale siehe: Alt-Heiligensee 33/37; 38-38C; 39; 43; 45/47; 50; 52/54; 55; 57/59; 61–61A; 67; 66/68; 73/75; 76/80; 77; 84; 83/89; 90/92; 93/97; 96/98; 104; Dorfkirche Gartendenkmal siehe: Alt-Heiligensee, Dorfanger | unbekannt – Alt-Heiligensee 34, Wohnhaus, um 1938 |                                     |                                     |
| 09011649 | Alt-Heiligensee 11–105 Fährstraße 1–7, 33–36 Straße 366 Nr. 2–3, 20–22 (Lage)          | Ortskern Heiligensee mit Dorfanger, Kirche und Straße Alt-Heiligensee Gesamtdenkmal siehe: Alt-Heiligensee 56/58 Baudenkmale siehe: Alt-Heiligensee 33/37; 38-38C; 39; 43; 45/47; 50; 52/54; 55; 57/59; 61–61A; 67; 66/68; 73/75; 76/80; 77; 84; 83/89; 90/92; 93/97; 96/98; 104; Dorfkirche Gartendenkmal siehe: Alt-Heiligensee, Dorfanger | unbekannt – Alt-Heiligensee 36, Mietshäuser, 1938–1940 |                                     |                                     |
| 09012304 | Ruppiner Chaussee 139/143, 145A–D Am Tegelgrund 5/25B Schulzendorfer Straße 1–2 (Lage) | Gut Schulzendorf Baudenkmal siehe: Ruppiner Chaussee 141 | |                                     |                                     |
| 09012304 | Ruppiner Chaussee 139/143, 145A–D Am Tegelgrund 5/25B Schulzendorfer Straße 1–2 (Lage) | Gut Schulzendorf Baudenkmal siehe: Ruppiner Chaussee 141 | Weitere Bestandteile des Ensembles: |                                     |                                     |
| 09012304 | Ruppiner Chaussee 139/143, 145A–D Am Tegelgrund 5/25B Schulzendorfer Straße 1–2 (Lage) | Gut Schulzendorf Baudenkmal siehe: Ruppiner Chaussee 141 | 09012305 – Ruppiner Chaussee 143, Restaurant „Sommerlust“, Wohn- und Gaststättengebäude, 1876 und 1886 von C. Trampel                                                                  |                                     |                                     |
| 09012304 | Ruppiner Chaussee 139/143, 145A–D Am Tegelgrund 5/25B Schulzendorfer Straße 1–2 (Lage) | Gut Schulzendorf Baudenkmal siehe: Ruppiner Chaussee 141 | Kegelbahn, 1911 von A. Müller |                                     |                                     |
| 09012304 | Ruppiner Chaussee 139/143, 145A–D Am Tegelgrund 5/25B Schulzendorfer Straße 1–2 (Lage) | Gut Schulzendorf Baudenkmal siehe: Ruppiner Chaussee 141 | 09012306 – Ruppiner Chaussee 145A–B, Wohn- und Restaurationsgebäude (Wohnhaus), 1888–1889                                                                                              |                                     |                                     |
| 09012304 | Ruppiner Chaussee 139/143, 145A–D Am Tegelgrund 5/25B Schulzendorfer Straße 1–2 (Lage) | Gut Schulzendorf Baudenkmal siehe: Ruppiner Chaussee 141 | Saalanbau, 1880 |                                     |                                     |
| 09012304 | Ruppiner Chaussee 139/143, 145A–D Am Tegelgrund 5/25B Schulzendorfer Straße 1–2 (Lage) | Gut Schulzendorf Baudenkmal siehe: Ruppiner Chaussee 141 | 09012307 – Ruppiner Chaussee 145C, Wohnhaus, um 1840 |                                     |                                     |
| 09012304 | Ruppiner Chaussee 139/143, 145A–D Am Tegelgrund 5/25B Schulzendorfer Straße 1–2 (Lage) | Gut Schulzendorf Baudenkmal siehe: Ruppiner Chaussee 141 | Nicht konstituierender Bestandteil des Ensembles: Ruppiner Chaussee 145D |                                     |                                     |
| 09012308 | Ruppiner Chaussee 213/237, 251 Schulzendorfer Straße 1–2 (Lage)                        | S-Bahnhof Schulzendorf Baudenkmale siehe: Ruppiner Chaussee 217/233; 235/237... | Weitere Bestandteile des Ensembles: | Weitere Bestandteile des Ensembles: | Weitere Bestandteile des Ensembles: |
| 09012308 | Ruppiner Chaussee 213/237, 251 Schulzendorfer Straße 1–2 (Lage)                        | S-Bahnhof Schulzendorf Baudenkmale siehe: Ruppiner Chaussee 217/233; 235/237... | 09012309 – Ruppiner Chaussee 213/215B, Wohnhaus für Reichsbahnbedienstete, 1923–1924 von Rudolf Röttcher                                                                               |                                     |                                     |
| 09012308 | Ruppiner Chaussee 213/237, 251 Schulzendorfer Straße 1–2 (Lage)                        | S-Bahnhof Schulzendorf Baudenkmale siehe: Ruppiner Chaussee 217/233; 235/237... | 09012310 – Ruppiner Chaussee 217/233 / Schulzendorfer Straße 1, Empfangsgebäude, 1892–1893 von Gareis                                                                                  |                                     |                                     |

## Denkmalbereiche (Gesamtanlagen)
| Nr.      | Lage | Offizielle Bezeichnung                                                                             | Beschreibung | Bild |
| -------- | --- | -------------------------------------------------------------------------------------------------- | --- | --- |
| 09011670 | Alt-Heiligensee 56/58 (Lage) | Gemeindeschule Heiligensee Bestandteil des Ensembles: Ortskern Heiligensee                         | Gemeindeschule Heiligensee, Stall und Schulgebäude und Küsterwohnhaus, 1896 von Schönrock, Erweiterung der Schule 1913–1914 von Ernst Busse                                                                                           | |
| 09011670 | Alt-Heiligensee 56/58 (Lage) | Gemeindeschule Heiligensee Bestandteil des Ensembles: Ortskern Heiligensee                         | Stall | |
| 09011670 | Alt-Heiligensee 56/58 (Lage) | Gemeindeschule Heiligensee Bestandteil des Ensembles: Ortskern Heiligensee                         | Turnhalle (Holzbaracke), um 1913 | |
| 09011688 | Alt-Heiligensee 107/109 (Lage) | Haus Friedrich und Haus Stellfeldt                                                                 | Gesamtkonzept, 1965–1966 von Heinz Schudnagies | Gesamtkonzept, 1965–1966 von Heinz Schudnagies |
| 09011688 | Alt-Heiligensee 107/109 (Lage) | Haus Friedrich und Haus Stellfeldt                                                                 | Haus Friedrich (Nr. 109) von Heinz Schudnagies | |
| 09011688 | Alt-Heiligensee 107/109 (Lage) | Haus Friedrich und Haus Stellfeldt                                                                 | Haus Stellfeldt (Nr. 107) von Werner Stellfeldt | |
| 09010133 | Karwitzer Pfad 5/7, 7A–D, 10, 13/15, 13A-D Deeper Pfad 1/5 (Lage) | „Marktplatz“ der Siedlung Heiligensee                                                              | 2 Reihenhausanlagen, 1935–1938 von Fritz Buck | |
| 09010133 | Karwitzer Pfad 5/7, 7A–D, 10, 13/15, 13A-D Deeper Pfad 1/5 (Lage) | „Marktplatz“ der Siedlung Heiligensee                                                              | 2 Einfamilienhäuser | |
| 09010133 | Karwitzer Pfad 5/7, 7A–D, 10, 13/15, 13A-D Deeper Pfad 1/5 (Lage) | „Marktplatz“ der Siedlung Heiligensee                                                              | Marktplatz | |
| 09012313 | Ruppiner Chaussee 268 (Lage) | Kaserne für das I. Bataillon/Flakregiment 32 (Unterkunft der Berliner Bereitschaftspolizei)        | zwölf Unterkunftsgebäude, ein Wirtschaftsbau, zwei Krankenreviere, ein Bürogebäude, ein Torhaus, fünfzehn technische Anlagen, fünfzehn Fahrzeughallen sowie zwei Wohnhäuser für die Familien der Berufssoldaten, 1936–1937 von Dölger | zwölf Unterkunftsgebäude, ein Wirtschaftsbau, zwei Krankenreviere, ein Bürogebäude, ein Torhaus, fünfzehn technische Anlagen, fünfzehn Fahrzeughallen sowie zwei Wohnhäuser für die Familien der Berufssoldaten, 1936–1937 von Dölger |
| 09012313 | Ruppiner Chaussee 268 (Lage) | Kaserne für das I. Bataillon/Flakregiment 32 (Unterkunft der Berliner Bereitschaftspolizei)        | Torhaus | |
| 09012313 | Ruppiner Chaussee 268 (Lage) | Kaserne für das I. Bataillon/Flakregiment 32 (Unterkunft der Berliner Bereitschaftspolizei)        | Gästehaus der Polizei | |
| 09012313 | Ruppiner Chaussee 268 (Lage) | Kaserne für das I. Bataillon/Flakregiment 32 (Unterkunft der Berliner Bereitschaftspolizei)        | Hauptgebäude (heute:Bezirksamt Reinickendorf) | |
| 09012313 | Ruppiner Chaussee 268 (Lage) | Kaserne für das I. Bataillon/Flakregiment 32 (Unterkunft der Berliner Bereitschaftspolizei)        | Tribüne Stadion | |
| 09012313 | Ruppiner Chaussee 268 (Lage) | Kaserne für das I. Bataillon/Flakregiment 32 (Unterkunft der Berliner Bereitschaftspolizei)        | Umkleidekabinen | |
| 09012313 | Ruppiner Chaussee 268 (Lage) | Kaserne für das I. Bataillon/Flakregiment 32 (Unterkunft der Berliner Bereitschaftspolizei)        | Berliner Feuerwehr Akademie | |
| 09012313 | Ruppiner Chaussee 268 (Lage) | Kaserne für das I. Bataillon/Flakregiment 32 (Unterkunft der Berliner Bereitschaftspolizei)        | Wohnhäuser | |
| 09012313 | Ruppiner Chaussee 268 (Lage) | Kaserne für das I. Bataillon/Flakregiment 32 (Unterkunft der Berliner Bereitschaftspolizei)        | Garagen | |
| 09012346 | Schulzendorfer Straße 10/12 Andornsteig 1/3 Helmkrautstraße 48/54 (Lage) | Wohnanlage Im Eichengrund                                                                          | 5 Mehrfamilienhäuser, 1937–1938 von Hans Scharoun | |
| 09010131 | Thurbrucher Steig 1/7 Ziegenorter Pfad 16/22 (Lage) | Mehrfamilienhäuser mit Poststelle der Siedlung Heiligensee                                         | Poststelle, 1935 von Fritz Buck | |
| 09010131 | Thurbrucher Steig 1/7 Ziegenorter Pfad 16/22 (Lage) | Mehrfamilienhäuser mit Poststelle der Siedlung Heiligensee                                         | 2 Mehrfamilienhäuser | |
| 09010131 | Thurbrucher Steig 1/7 Ziegenorter Pfad 16/22 (Lage) | Mehrfamilienhäuser mit Poststelle der Siedlung Heiligensee                                         | 2 Nebengebäude | |
| 09010130 | Ziegenorter Pfad 9, 12-14, 15/31, 32-34, 36-39, 40/76, 80/122, 130/140 Sagemühler Steig 1/3 Thurbrucher Steig 2/10 (Lage) | Siedlung Heiligensee                                                                               | Reihenhäuser mit Vor- und Küchengärten (Ziegenorter Pfad Norden), 1922–1924 von Hermann Jansen (1. Bauabschnitt), | |
| 09010130 | Ziegenorter Pfad 9, 12-14, 15/31, 32-34, 36-39, 40/76, 80/122, 130/140 Sagemühler Steig 1/3 Thurbrucher Steig 2/10 (Lage) | Siedlung Heiligensee                                                                               | Reihenhäuser mit Vor- und Küchengärten (Ziegenorter Pfad Süden) | |
| 09010130 | Ziegenorter Pfad 9, 12-14, 15/31, 32-34, 36-39, 40/76, 80/122, 130/140 Sagemühler Steig 1/3 Thurbrucher Steig 2/10 (Lage) | Siedlung Heiligensee                                                                               | Reihenhäuser mit Vor- und Küchengärten (Thurbrucher Steig) | |
| 09010130 | Ziegenorter Pfad 9, 12-14, 15/31, 32-34, 36-39, 40/76, 80/122, 130/140 Sagemühler Steig 1/3 Thurbrucher Steig 2/10 (Lage) | Siedlung Heiligensee                                                                               | Gartengelände mit separaten Anzuchtsgärten und Dungwegen, 1923–1924 von Heinrich Friedrich Wiepking-Jürgensmann | |
| 09010130 | Deeper Pfad 7-30 Freester Weg 4–4G, 6–11, 13/17, 18–21 Karwitzer Pfad 1–8, 14–24 Kiefheider Weg 2/42, 43–45 Labeser Weg 1–19 Neuwarper Pfad 2/4, 6–10, 12/22, 23–37 Sagemühler Steig 1/7, 13–44, 46/56, 57–79 Sonnenwalder Weg 1–28, 30/40, 41–64, 66/78, 79–101 Stolpmünder Weg 2/42 Thurbrucher Steig 9, 11, 13/31, 32, 67, 69/71 | Denkmalverlust: Borsigsiedlung Heiligensee Städtebauliche Anlage mit Reihen- und Doppelwohnhäusern | 1923–1924 von Hermann Jansen, 1935–1938 von Fritz Buck; 2001 Denkmalstatus von Großteil der Siedlung aberkannt; nun noch Gesamtanlagen erhalten (Karwitzer Pfad, Thurbrucher Steig, Ziegenorter Pfad)                                 | |

## Baudenkmale
| Nr.      | Lage                                                          | Offizielle Bezeichnung                                                                                                  | Beschreibung | Bild |  |
| -------- | ------------------------------------------------------------- | --- | --- | ---- |  |
| 09097773 | A 111 (Höhe Regenwalder Weg) (Lage)                           | Bärenskulptur | 1983 von Günter Anlauf |      |  |
| 09011650 | Alt-Heiligensee (Lage)                                        | Dorfanger, Ev. Dorfkirche Heiligensee Bestandteil des Ensembles: Ortskern Heiligensee                                   | 15./16. Jh., Westturm 1707–1713 (?), Umbauten 1936–1937 (siehe auch Gartendenkmal Dorfanger)                                                      |      |  |
| 09011657 | Alt-Heiligensee 33/37 (Lage)                                  | Mietshaus mit Vorgarteneinfriedung und Stall Bestandteil des Ensembles: Ortskern Heiligensee                            | Mietshaus, 1911 von Otto Behrend |      |  |
| 09011657 | Alt-Heiligensee 33/37 (Lage)                                  | Mietshaus mit Vorgarteneinfriedung und Stall Bestandteil des Ensembles: Ortskern Heiligensee                            | Stall, 1911 von Otto Behrend |      |  |
| 09011657 | Alt-Heiligensee 33/37 (Lage)                                  | Mietshaus mit Vorgarteneinfriedung und Stall Bestandteil des Ensembles: Ortskern Heiligensee                            | Back- und Waschhaus, 1894 von Fritz Schönberg |      |  |
| 09011660 | Alt-Heiligensee 38-38C, 38J (Lage)                            | Mietshaus Bestandteil des Ensembles: Ortskern Heiligensee                                                               | Miethaus, 1896 von Karl Puhlmann |      |  |
| 09011660 | Alt-Heiligensee 38-38C, 38J (Lage)                            | Mietshaus Bestandteil des Ensembles: Ortskern Heiligensee                                                               | Nördliches Stallgebäude, 1904 von Hermann Valtink                                                                                                 |      |  |
| 09011660 | Alt-Heiligensee 38-38C, 38J (Lage)                            | Mietshaus Bestandteil des Ensembles: Ortskern Heiligensee                                                               | Hofseitiges Sommerhaus (Fachwerkbau mit Turm), 1912                                                                                               |      |  |
| 09011661 | Alt-Heiligensee 39 (Lage)                                     | Heim der Hitlerjugend Bestandteil des Ensembles: Ortskern Heiligensee                                                   | 1937–1939 von Karl Heinrich Hahn |      |  |
| 09011664 | Alt-Heiligensee 43 (Lage)                                     | Wohnhaus (Fachwerk) Bestandteil des Ensembles: Ortskern Heiligensee                                                     | vor 1850 |      |  |
| 09011665 | Alt-Heiligensee 45/47 (Lage)                                  | Pfarrgehöft Bestandteil des Ensembles: Ortskern Heiligensee                                                             | Wohnhaus, vor 1850 |      |  |
| 09011665 | Alt-Heiligensee 45/47 (Lage)                                  | Pfarrgehöft Bestandteil des Ensembles: Ortskern Heiligensee                                                             | Nördlicher Remisen-Stallbau, 1893 von August Conrad, 1913 verlängert                                                                              |      |  |
| 09011665 | Alt-Heiligensee 45/47 (Lage)                                  | Pfarrgehöft Bestandteil des Ensembles: Ortskern Heiligensee                                                             | Hofseitiges Pfarrhaus, 1936–1937 von Otto Kuhlmann                                                                                                |      |  |
| 09011665 | Alt-Heiligensee 45/47 (Lage)                                  | Pfarrgehöft Bestandteil des Ensembles: Ortskern Heiligensee                                                             | Gemeindehausanbau, 1959–1960 von Günter Behrmann                                                                                                  |      |  |
| 09011667 | Alt-Heiligensee 50 (Lage)                                     | Bauernhof Dannenberg (später Eichborn) Bestandteil des Ensembles: Ortskern Heiligensee                                  | Wohnhaus, 1891 von Stiebitz und Köpchen und 1900 von August Conrad, Einfriedung, 1869                                                             |      |  |
| 09011668 | Alt-Heiligensee 52/54 (Lage)                                  | Bauernhof Dannenberg (Gaststätte und Hotel Dannenberg) Bestandteil des Ensembles: Ortskern Heiligensee                  | Südliches Bauernwohnhaus (Hotel), 1869 und nördliches Mietshaus, 1900 von August Conrad, 1913 Restaurantumbau von Ernst Busse, 1924–1927 Anbauten |      |  |
| 09011668 | Alt-Heiligensee 52/54 (Lage)                                  | Bauernhof Dannenberg (Gaststätte und Hotel Dannenberg) Bestandteil des Ensembles: Ortskern Heiligensee                  | Südlicher Pferdestall (Restaurant), 1869 und 1881, Waschküchenzwischenbau, 1891                                                                   |      |  |
| 09011668 | Alt-Heiligensee 52/54 (Lage)                                  | Bauernhof Dannenberg (Gaststätte und Hotel Dannenberg) Bestandteil des Ensembles: Ortskern Heiligensee                  | Nördlicher Stall, 1900 |      |  |
| 09011668 | Alt-Heiligensee 52/54 (Lage)                                  | Bauernhof Dannenberg (Gaststätte und Hotel Dannenberg) Bestandteil des Ensembles: Ortskern Heiligensee                  | Café-Pavillon am Neuendorfer See, 1957 von Hans Steinert                                                                                          |      |  |
| 09011668 | Alt-Heiligensee 52/54 (Lage)                                  | Bauernhof Dannenberg (Gaststätte und Hotel Dannenberg) Bestandteil des Ensembles: Ortskern Heiligensee                  | Kiosk |      |  |
| 09011669 | Alt-Heiligensee 55 (Lage)                                     | Büdnerhof Bestandteil des Ensembles: Ortskern Heiligensee                                                               | Wohnhaus, 1847 von A. Ribbe |      |  |
| 09011669 | Alt-Heiligensee 55 (Lage)                                     | Büdnerhof Bestandteil des Ensembles: Ortskern Heiligensee                                                               | Seitenwohngebäude, 1905 |      |  |
| 09011671 | Alt-Heiligensee 57/59 (Lage)                                  | Lehnschulzenhof Bartel Bestandteil des Ensembles: Ortskern Heiligensee                                                  | Wohnhaus (Nr. 57), 1858 |      |  |
| 09011671 | Alt-Heiligensee 57/59 (Lage)                                  | Lehnschulzenhof Bartel Bestandteil des Ensembles: Ortskern Heiligensee                                                  | Ställe, 1856 und 1865 |      |  |
| 09011671 | Alt-Heiligensee 57/59 (Lage)                                  | Lehnschulzenhof Bartel Bestandteil des Ensembles: Ortskern Heiligensee                                                  | Scheune, 1860 |      |  |
| 09011673 | Alt-Heiligensee 61–61A (Lage)                                 | Dorfschmiede Bestandteil des Ensembles: Ortskern Heiligensee                                                            | Schmiedewerkstatt, 1878 von Kniehase, Wohnhausanbau, 1891 von A. Nieter und K. Neye                                                               |      |  |
| 09011673 | Alt-Heiligensee 61–61A (Lage)                                 | Dorfschmiede Bestandteil des Ensembles: Ortskern Heiligensee                                                            | Stall, 1870 von C. Schüler |      |  |
| 09011675 | Alt-Heiligensee 66/68 (Lage)                                  | Amtshaus Heiligensee mit Feuerwache und Einfriedung                                                                     | Amtshaus, 1910–1911 von Ernst Busse |      |  |
| 09011675 | Alt-Heiligensee 66/68 (Lage)                                  | Amtshaus Heiligensee mit Feuerwache und Einfriedung                                                                     | Feuerwache, 1910–1911 von Ernst Busse |      |  |
| 09011674 | Alt-Heiligensee 67 (Lage)                                     | Gasthaus Zur Dorfaue | Wohn- und Gasthaus, 1869 von Otto Przewisinski |      |  |
| 09011674 | Alt-Heiligensee 67 (Lage)                                     | Gasthaus Zur Dorfaue | Saalanbau, 1888 von Julius Thiele |      |  |
| 09011674 | Alt-Heiligensee 67 (Lage)                                     | Gasthaus Zur Dorfaue | Stall, 1910 von Ernst Busse |      |  |
| 09011677 | Alt-Heiligensee 73/75 (Lage)                                  | Straßenbahnbetriebsbahnhof mit Hofpflasterung, Schienen und Einfriedung Bestandteil des Ensembles: Ortskern Heiligensee | 1912–1913 vom AEG-Baubüro |      |  |
| 09011678 | Alt-Heiligensee 76/80 (Lage)                                  | Bauernhof Lemke Bestandteil des Ensembles: Ortskern Heiligensee                                                         | Wohnhaus mit Vorgarteneinfriedung (Nr. 76), 1877 von Josef Wagenitz                                                                               |      |  |
| 09011678 | Alt-Heiligensee 76/80 (Lage)                                  | Bauernhof Lemke Bestandteil des Ensembles: Ortskern Heiligensee                                                         | Stall, 1860 |      |  |
| 09011678 | Alt-Heiligensee 76/80 (Lage)                                  | Bauernhof Lemke Bestandteil des Ensembles: Ortskern Heiligensee                                                         | Seitliches Arbeiterwohnhaus (Nr. 80), 1908 von August Conrad                                                                                      |      |  |
| 09011679 | Alt-Heiligensee 77 (Lage)                                     | Kossätenhof Regelsdorff (später Kossätenhof Loeper) Bestandteil des Ensembles: Ortskern Heiligensee                     | Wohnhaus, 1881 von W. Kölln |      |  |
| 09011679 | Alt-Heiligensee 77 (Lage)                                     | Kossätenhof Regelsdorff (später Kossätenhof Loeper) Bestandteil des Ensembles: Ortskern Heiligensee                     | Fachwerkscheune, um 1847 mit Anbauten 1886 und 1901                                                                                               |      |  |
| 09011679 | Alt-Heiligensee 77 (Lage)                                     | Kossätenhof Regelsdorff (später Kossätenhof Loeper) Bestandteil des Ensembles: Ortskern Heiligensee                     | Stall, 1875 mit rückwärtigem Werkstattanbau, 1909 von Ernst Busse und Bretterzaun und Stabgittereinfriedung                                       |      |  |
| 09011682 | Alt-Heiligensee 83/89 (Lage)                                  | Bauernhof Bergemann (später Parnemann) Bestandteil des Ensembles: Ortskern Heiligensee                                  | Wohnhaus, 1891 von Karl Puhlmann |      |  |
| 09011682 | Alt-Heiligensee 83/89 (Lage)                                  | Bauernhof Bergemann (später Parnemann) Bestandteil des Ensembles: Ortskern Heiligensee                                  | Stall, 1889 von Julius Thiele mit Bretterzaun |      |  |
| 09011681 | Alt-Heiligensee 84 (Lage)                                     | Kossätenhof Neye Bestandteil des Ensembles: Ortskern Heiligensee                                                        | Wohnhaus, 1891 |      |  |
| 09011683 | Alt-Heiligensee 90/92 (Lage)                                  | Bauernhof Kühne Bestandteil des Ensembles: Ortskern Heiligensee                                                         | Wohnhaus, 1879 von C. Trampel |      |  |
| 09011683 | Alt-Heiligensee 90/92 (Lage)                                  | Bauernhof Kühne Bestandteil des Ensembles: Ortskern Heiligensee                                                         | Stall, 1876 von Gentz |      |  |
| 09011683 | Alt-Heiligensee 90/92 (Lage)                                  | Bauernhof Kühne Bestandteil des Ensembles: Ortskern Heiligensee                                                         | Scheune und Stall, 1896 von Fritz Schönberg |      |  |
| 09011683 | Alt-Heiligensee 90/92 (Lage)                                  | Bauernhof Kühne Bestandteil des Ensembles: Ortskern Heiligensee                                                         | Arbeiterwohnhaus, 1868 von A. Ribbe |      |  |
| 09011685 | Alt-Heiligensee 93/97 (Lage)                                  | Kossätenhof Grieft Bestandteil des Ensembles: Ortskern Heiligensee                                                      | Wohnhaus (Fachwerk), um 1800 mit Einfriedung |      |  |
| 09011685 | Alt-Heiligensee 93/97 (Lage)                                  | Kossätenhof Grieft Bestandteil des Ensembles: Ortskern Heiligensee                                                      | Stall, 1909 von Otto Behrend (zusammen mit Nr. 91)                                                                                                |      |  |
| 09011685 | Alt-Heiligensee 93/97 (Lage)                                  | Kossätenhof Grieft Bestandteil des Ensembles: Ortskern Heiligensee                                                      | Backhaus, Ende 19. Jh. |      |  |
| 09011686 | Alt-Heiligensee 96/98 (Lage)                                  | Bauernhof Dannenberg Bestandteil des Ensembles: Ortskern Heiligensee                                                    | Wohnhaus, 1910 |      |  |
| 09011686 | Alt-Heiligensee 96/98 (Lage)                                  | Bauernhof Dannenberg Bestandteil des Ensembles: Ortskern Heiligensee                                                    | Garage, 1910 |      |  |
| 09011686 | Alt-Heiligensee 96/98 (Lage)                                  | Bauernhof Dannenberg Bestandteil des Ensembles: Ortskern Heiligensee                                                    | Giebelständiger Stall, 1894 |      |  |
| 09011686 | Alt-Heiligensee 96/98 (Lage)                                  | Bauernhof Dannenberg Bestandteil des Ensembles: Ortskern Heiligensee                                                    | Holzscheune und rückwärtiger Stall sowie Hofeinfahrt mit Kopfsteinpflaster, 1894                                                                  |      |  |
| 09011687 | Alt-Heiligensee 104 (Lage)                                    | Bootshaus Havelblick Bestandteil des Ensembles: Ortskern Heiligensee                                                    | 1930 von Karl Krüger |      |  |
| 09011811 | An der Wildbahn 33 An der Hasenfurt 1 (Lage)                  | Haus Hannah Höch, Wohnhaus (Holzhaus)                                                                                   | 1912 von Carl Höhr & Co., Erweiterungen 1920 und 1933 (siehe auch Gartendenkmal Hausgarten)                                                       |      |  |
| 09011829 | Bekassinenweg 18 Im Erpelgrund (Lage)                         | Wohnhaus mit Laden | 1958 von Heinz Schudnagies, Erweiterungsbau, 1967 von Heinz Schudnagies                                                                           |      |  |
| 09012317 | Elchdamm 219 (Lage)                                           | Friedhof Heiligensee, Feierhalle und Einfriedung                                                                        | Feierhalle, 1910–1911 von Ernst Busse |      |  |
| 09012317 | Elchdamm 219 (Lage)                                           | Friedhof Heiligensee, Feierhalle und Einfriedung                                                                        | Einfriedung |      |  |
| 09012032 | Hennigsdorfer Straße 126 Krantorweg 66 (Lage)                 | Wohn- und Bürogebäude mit Gartenanlage und Vorgarteneinfriedung                                                         | 1918–1919 von Carl Dirk, Umbau zum Hospital 1957                                                                                                  |      |  |
| 09012032 | Hennigsdorfer Straße 126 Krantorweg 66 (Lage)                 | Wohn- und Bürogebäude mit Gartenanlage und Vorgarteneinfriedung                                                         | Wirtschaftsgebäude, 1920 und 1923 von Carl Dirk                                                                                                   |      |  |
| 09012245 | Rallenweg 2 Sandhauser Straße 76 (Lage)                       | Kindererholungsheim | Hochbau, 1955 vom Bezirksamt Tiergarten, Amt für Hochbau                                                                                          |      |  |
| 09012245 | Rallenweg 2 Sandhauser Straße 76 (Lage)                       | Kindererholungsheim | Flachbau, 1955 vom Bezirksamt Tiergarten, Amt für Hochbau                                                                                         |      |  |
| 09012302 | Ruppiner Chaussee (gegenüber Nr. 377A) (Lage)                 | Meilenstein | nach 1840 aufgestellt |      |  |
| 09012303 | Ruppiner Chaussee 141 (Lage)                                  | Gut Schulzendorf Bestandteil des Ensembles: Gut Schulzendorf                                                            | Landarbeiterwohnhaus, um 1810 |      |  |
| 09012303 | Ruppiner Chaussee 141 (Lage)                                  | Gut Schulzendorf Bestandteil des Ensembles: Gut Schulzendorf                                                            | Stall, 1885 |      |  |
| 09012311 | Ruppiner Chaussee 217/233 Schulzendorfer Straße 1 (Lage)      | S-Bahnhof Schulzendorf Bestandteil des Ensembles: S-Bahnhof Schulzendorf                                                | Dammbahnhof, 1921–1925 von Rudolf Röttcher |      |  |
| 09012312 | Ruppiner Chaussee 235/237, 251 Schulzendorfer Straße 2 (Lage) | S-Bahnhof Schulzendorf Bestandteil des Ensembles: S-Bahnhof Schulzendorf                                                | Beamtenwohnhaus, 1926–1927 von Rudolf Röttcher |      |  |
| 09012319 | Sandhauser Straße 99 (Lage)                                   | Schützenhaus Heiligensee                                                                                                | Saalbau, 1912 von Otto Behrend |      |  |
| 09065951 | Sandhauser Straße 101 (Lage)                                  | Büdnerhaus und Einfriedung                                                                                              | 1872, von Sambach |      |  |
| 09065951 | Sandhauser Straße 101 (Lage)                                  | Büdnerhaus und Einfriedung                                                                                              | Landhaus und Remise, 1904 von August Conrad |      |  |
| 09012318 | Sandhauser Straße 139/145 (Lage)                              | Gaswerk Heiligensee | Gasmeisterhaus, 1909 von Ernst Busse |      |  |
| 09012318 | Sandhauser Straße 139/145 (Lage)                              | Gaswerk Heiligensee | Apparatehaus und Ofenhaus, 1909 von Ernst Busse                                                                                                   |      |  |
| 09012345 | Schulzendorfer Straße 3 Bisonweg (Lage)                       | Restaurant- und Wohngebäude an der Kremmener Bahn                                                                       | 1896 von Wilhelm Brandt |      |  |
| 09012345 | Schulzendorfer Straße 3 Bisonweg (Lage)                       | Restaurant- und Wohngebäude an der Kremmener Bahn                                                                       | Saalbau, 1926 |      |  |
| 09012348 | Schulzendorfer Straße 23 (Lage)                               | Pfarrhaus | 1935 von Ernst Hornig |      |  |
| 09012349 | Schulzendorfer Straße 44 (Lage)                               | Wohnhaus | 1903 von A. Ebendorf |      |  |

## Gartendenkmale
| Nr.      | Lage                                         | Offizielle Bezeichnung                                                 | Beschreibung                                                     | Bild |
| -------- | -------------------------------------------- | ---------------------------------------------------------------------- | ---------------------------------------------------------------- | ---- |
| 09046216 | Alt-Heiligensee (Lage)                       | Dorfanger mit Friedhof Bestandteil des Ensembles: Ortskern Heiligensee | (siehe auch Baudenkmal Ev. Dorfkirche Heiligensee)               |      |
| 09046226 | An der Wildbahn 33 An der Hasenfurt 1 (Lage) | Hausgarten                                                             | ab 1939 von Hannah Höch (siehe auch Baudenkmal Haus Hannah Höch) |      |